# 福地村 (秋田県)
福地村（ふくちむら）は、秋田県平鹿郡にあった村。現在の横手市南西部、雄物川右岸にあたる。

## 地理
- 河川：雄物川

## 歴史
- 1889年（明治22年）4月1日 - 町村制の施行により、柏木村、道地村、西野村、常野村、深井村、南形村の区域をもって発足。
- 1955年（昭和30年）4月1日 - 沼館町・里見村および雄勝郡明治村の一部（大沢）と合併して平鹿郡雄物川町が発足。同日福地村廃止。

## 交通

### 道路
- 本荘街道（現・国道107号）